# Miron (Nikolić)
Miron, imię świeckie Mihailo Nikolić (ur. 27 lutego 1846 w Kapelnie, zm. 18 lutego 1941 w Pakracu) – serbski biskup prawosławny.

## Życiorys
Ukończył gimnazjum w Nowym Sadzie (niższe klasy kolejno w Osijeku i Sremskich Karlovcach) oraz seminarium duchowne w Pakracu. Następnie pracował jako nauczyciel w Daruvarze i urzędnik w kancelarii konsystorza eparchii pakrackiej. 10 października 1870 wstąpił do monasteru Orahovica, składając wieczyste śluby mnisze na ręce jego przełożonego, igumena Maksyma. 28 października tego samego roku został wyświęcony na diakona, zaś w 1874 przyjął święcenia kapłańskie z rąk biskupa pakrackiego Nikanora. W 1878 otrzymał godność archimandryty.
10 października 1888 został nominowany na biskupa pakrackiego. Z powodu śmierci patriarchy serbskiego Germana jego chirotonia biskupia odbyła się dopiero 3 maja 1890, po wyborze jego następcy Jerzego. Kierując eparchią pakracką, biskup Miron zwracał szczególną uwagę na wykształcenie i postawę duchowieństwa, regularnie zwoływał zjazdy duchownych, dbał o wyposażenie bibliotek parafialnych, utworzył również fundusz, z którego miała być udzielana pomoc ubogim dzieciom duchownym i sierotom po zmarłych kapłanach. W 1894 utworzył w Pakracu szkołę nauczycielską, dla której sam zakupił budynek; utworzył również internat dla ubogich uczniów. Występował przeciwko emigracji Serbów do Ameryki. Urząd biskup pakrackiego sprawował do śmierci w 1941.